# هيرويوشي نيشيزاوا
هيرويوشي نيشيزاوا (باليابانية: 西沢広義) هو عسكري وطيار ياباني، ولد في 27 يناير 1920 في أوغاوا ‏ في اليابان، وتوفي في 26 أكتوبر 1944 في ميندورو في الفلبين بسبب قتل في المعركة.